# مه هه تی ئا
مِه هِه تی ئا 
(به تاهیتیایی: Mehetiʻa) یا مه ئه تی ئا 
(به تاهیتیایی: Meʻetiʻa) یک جزیره آتشفشانی در جزایر بادگیر، در شرق مجمع الجزایر انجمن در پلی‌نزی فرانسه است. این جزیره یک آتشفشان چینه‌ای فعال بسیار جوان است که در ۱۱۰ کیلومتری (۶۸ مایلی) شرق شبه جزیره تایاراپو در تاهیتی قرارداشته و در تفتگاه ته اهیتی ئآ- مه هه تی ئا قرار دارد.
مساحت این جزیره ۲٬۳ کیلومتر مربع (۰٫۸۹ مایل مربع) و بلندترین نقطه آن ۴۳۵ متر (۱٬۴۲۷ فوت) قله کوه فاره ئورا یک دهانه آتشفشانی کاملاً نمایان است. در سال ۱۹۸۱ این جزیره کانون چندین زمین لرزه بود.